# Dutchess County Court House
Das Dutchess County Courthouse in 10 Market Street im Zentrum von Poughkeepsie im Dutchess County im Bundesstaat New York ist das dritte Courthouse das an dieser Stelle steht.
Der erste Bau wurde durch die Provinzversammlung 1717 beschlossen und 1720 realisiert. In ihm tagte 1788 – während der Zeit, in der Paughkeepsie die Hauptstadt des Bundesstaates war – die Versammlung New Yorks, um die Ratifizierung der Verfassung der Vereinigten Staaten zu beratschlagen. Das Gebäude wurde 1806 durch einen Brand zerstört. Drei Jahre später wies die Gesetzgebung New Yorks Gelder für einen Neubau zu, der fast ein Jahrhundert bestand. Außer dem Gericht, war ein früher Nutzer des Gebäudes Matthew Vassar, der spätere Gründer des Vassar College, der im Keller einen Saloon und ein Restaurant für Austern betrieb.
Dieses Bauwerk wurde 1903 durch das heutige Gebäude ersetzt. Der Bau kostete eine halbe Million US-Dollar (1903) und kurz vor Jahresende wurde der Bau der Nutzung übergeben. Der Entwurf im neoklassizistischen Stil stammt vom örtlichen Architekten William J. Beardsley. Es handelt sich um einen Bau mit roter Backsteinfassade und palladinischen Fenster in den Jochen des zweiten und fünften Stocks, die jeweils von Stuckstrukturen gekrönt sind. Aufgrund einer Bestimmung des ursprünglichen Eigentumsübertragungsvertrages für das Grundstück muss eine der Arrestzellen des ursprünglichen Courthouses von 1720 im Keller dieses Gebäudes oder möglicher späterer Neubauten erhalten bleiben.
Unter der Aufsicht von Charles Cooke, der das nahegelegene Poughkeepsie Journal Building entworfen hatte, wurde am Gebäude verschiedene Anbauten vorgenommen. Die Gesimse ist das einzige Element des Hauses, das an der Fassade gegenüber dem ursprünglichen Entwurf erkennbar verändert wurde. Es ist inzwischen mit dem Gebäude der früheren Poughkeepsie Trust Company zusammengebaut, das sich direkt östlich an der Main Street anschließt und die Büros des Bezirksstaatsanwaltes beherbergt.
Das Courthouse wurde 1982 dem National Register of Historic Places hinzugefügt. Heute befinden sich in ihm die Büros der Richter und deren Mitarbeiter sowie die Gerichtssäle. Die meisten untergeordneten Funktionen des Gerichtes, etwa das Grundbuchamt, wurden in einen Anbau verlagert, der während der 1960er Jahre entstand.